# قرة قشلاق (سلماس)
قرة قشلاق هي قرية في مقاطعة سلماس، إيران. عدد سكان هذه القرية هو 2,126 في سنة 2006.